# Augustus Owsley Stanley
Owsley Stanley (né Augustus Owsley Stanley III, au Kentucky, le 19 janvier 1935 - mort le 13 mars 2011 en Australie) est un chimiste underground, producteur de méthamphétamine puis de LSD purifié, durant la période 1965-1979 en Californie et l'ingénieur du son du groupe Grateful Dead.

## Biographie
Il est né en 1935 au Kentucky, état dont son père est governor attorney, et son grand-père, du même nom, fut gouverneur, de 1915 à 1919.
Après ses 18 mois de service militaire, il étudie le ballet, à Los Angeles. Puis, en 1963, il commence à assister à des cours de chimie à l'université de Californie à Berkeley, où il essaie pour la première fois des substances psychoactives et décide de synthétiser de la méthamphétamine (methedrine).
Il est alors connu sous les noms de Bear, White Rabbit, ou plus simplement Owsley. La police fait une saisie dans son laboratoire en 1966 mais n'y trouve que des substances servant à produire de la méthamphétamine.
Il est l'un des premiers chimistes underground à produire massivement du LSD purifié dans les années 1960. Il déménage à Los Angeles pour continuer à produire du LSD. Il utilise le même procédé que pour sa méthamphétamine et produit une quantité plus importante de LSD, estimée entre 100 000 et 10 millions de doses. Il retourne près de la baie de San Francisco, où il fournit Ken Kesey et les Merry Pranksters pour leurs fameux Acid Tests.
Il fut arrêté en 1967 et 200 g de LSD furent saisis à cette occasion soit l'équivalent de deux millions de doses de 100 µg.
Il déménage en Australie au début des années 1980, où il meurt dans un accident de voiture, le 13 mars 2011, à 76 ans.